# 니콜라이 오가르코프

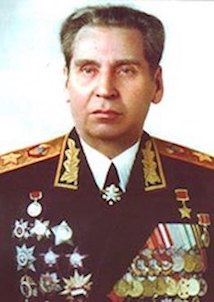

니콜라이 바실리예비치 오가르코프(러시아어: Никола́й Васи́льевич Ога́рков, 1917년 10월 30일 ~ 1994년 1월 23일)는 소련의 군인이다.
1917년 트베리 근교의 모로코보 마을에서 태어났다. 1938년 소련군에 입대하였다. 아스트라한 저격·기관총 학교, 공병 아카데미를 졸업하고, 제2차 세계 대전에 참전하였다.
1945년 소련 공산당에 입당했으며, 군 내에서 여러 직위를 거쳐, 1968년~1974년 참모 제1차장, 1974년 소련 국방부 차관, 1977년 소비에트 연방원수, 1977년 소련군 총참모장 및 국방 제1차관이 되었다. 1977년 10월 소비에트 연방영웅 칭호를 받았다.
1983년 9월 1일 대한항공 007편 격추 사건이 벌어졌을 때, 소련군의 대변인 역할을 한 것으로 알려져 있다.
1984년 소련 공산당 서기장 콘스탄틴 체르넨코의 지시에 따라 참모총장에서 해임되었다.
1994년 사망했으며, 모스크바에 위치한 노보데비치 묘지(러시아어: Новоде́вичье кла́дбище) 에 묻혔다.